# Sinhŭng
Sinhŭng (kor. 신흥군, Sinhŭng-gun) – powiat w Korei Północnej, w prowincji Hamgyŏng Południowy. W 2008 roku liczył 104 002 mieszkańców. Graniczy z powiatami Changjin od północnego zachodu, Pujŏn od północy, Kimhyŏnggwŏn (prowincja Ryanggang) od północnego wschodu, Tŏksŏng oraz Hongwŏn od wschodu, a także z miastem Hamhŭng i powiatem Yŏnggwang od południa i południowego zachodu. Przez powiat przebiega 91-kilometrowa linia kolejowa Sinhŭng Ch'ŏngnyŏn, łącząca miasto Hamhŭng i powiat Pujŏn.

## Historia
Przed wyzwoleniem Korei spod okupacji japońskiej powiat składał się z 8 miejscowości (kor. myŏn) oraz 132 wsi (kor. ri). W obecnej formie powstał w wyniku gruntownej reformy podziału administracyjnego w grudniu 1952 roku. W jego skład weszły wówczas tereny należące wcześniej do miejscowości Sinhŭng, Kap'yŏng, Wŏnp'yŏng i Sŏgo. Pierwotnie powiat składał się z jednego miasteczka (Sinhŭng-ŭp) i 23 wsi (kor. ri).

## Podział administracyjny powiatu
W skład powiatu wchodzą następujące jednostki administracyjne:
| Nazwa jednostki administracyjnej | Rodzaj jednostki administracyjnej | Chosŏn'gŭl   | Hancha       |
| -------------------------------- | --------------------------------- | ------------ | ------------ |
| Sinhŭng-ŭp                       | miasteczko                        | 신흥읍       | 新興邑       |
| Sinhŭng-rodongjagu               | dzielnica robotnicza              | 신흥로동자구 | 新興勞動者區 |
| Puhŭng-rodongjagu                | dzielnica robotnicza              | 부흥로동자구 | 富興勞動者區 |
| Paljŏn-rodongjagu                | dzielnica robotnicza              | 발전로동자구 | 發電勞動者區 |
| Rijŏn-ri                         | wieś                              | 리전리       | 梨田里       |
| Hŭngbok-ri                       | wieś                              | 흥복리       | 興福里       |
| Wŏntong-ri                       | wieś                              | 원동리       | 元洞里       |
| Jungp'yŏng-ri                    | wieś                              | 중평리       | 中坪里       |
| Sŏ'nam-ri                        | wieś                              | 서남리       | 西南里       |
| Usang-ri                         | wieś                              | 우상리       | 右上里       |
| Ch'angsŏ-ri                      | wieś                              | 창서리       | 昌瑞里       |
| Taedong-ri                       | wieś                              | 대동리       | 大同里       |
| Kilbong-ri                       | wieś                              | 길봉리       | 吉峰里       |
| Tonghŭng-ri                      | wieś                              | 동흥리       | 東興里       |
| Yŏnggo-ri                        | wieś                              | 영고리       | 永高里       |
| Kirin-ri                         | wieś                              | 기린리       | 麒麟里       |
| Sangwŏnch'ŏn-ri                  | wieś                              | 상원천리     | 上元川里     |
| Hawŏnch'ŏn-ri                    | wieś                              | 하원천리     | 下元川里     |
| Sŏ'gok-ri                        | wieś                              | 서곡리       | 西谷里       |
| Tonggok-ri                       | wieś                              | 동곡리       | 東谷里       |
| Pansŏk-ri                        | wieś                              | 반석리       | 盤石里       |
| Ch'uksang-ri                     | wieś                              | 축상리       | 丑上里       |
| Yŏng'ung-ri                      | wieś                              | 영웅리       | 英雄里       |
| Hŭnggyŏng-ri                     | wieś                              | 흥경리       | 興慶里       |